# Theodoor Hendrik van de Velde
Theodoor Hendrik van de Velde (12 de fevereiro de 1873, Leeuwarden – 27 de abril de 1937 perto de Locarno em um acidente de avião) foi um médico ginecologista neerlandês que foi diretor do Instituto Ginecológico de Haarlem. 

## Biografia
Seu livro de 1926 Het huwelijk volkomen (O Casamento Perfeito) fez dele uma celebridade instantânea internacional. O livro versa sobre a vida erótica e a sexualidade, estimulando os casados a desfrutar do sexo. Na Alemanha, Die Ehe vollkommene atingiu sua 42.ª impressão  em 1932, apesar do fato dele constar na lista dos livros proibidos, o Index Librorum Prohibitorum, da Igreja Católica Romana. Na Suécia, país protestante e de social democracia, o livro era muito conhecido, embora considerado como pornográfico e inadequado para os leitores jovens desde a década de 1960.
A tradução para o inglês ("Ideal Marriage: Its Physiology and Technique") foi o trabalho mais conhecido nesse campo da sexualidade por décadas, sendo reimpresso 46 vezes, tendo vendido cerca de meio milhão de exemplares.
Ele é creditado por mostrar em 1905 que as mulheres só ovulam a cada ciclo menstrual. Isso contribuiu para a melhoria dos métodos de controle de natalidade baseados no calendário e, posteriormente, do desenvolvimento de outros sistemas de determinação das fases férteis e inférteis da mulher.